# Alopecur de prat

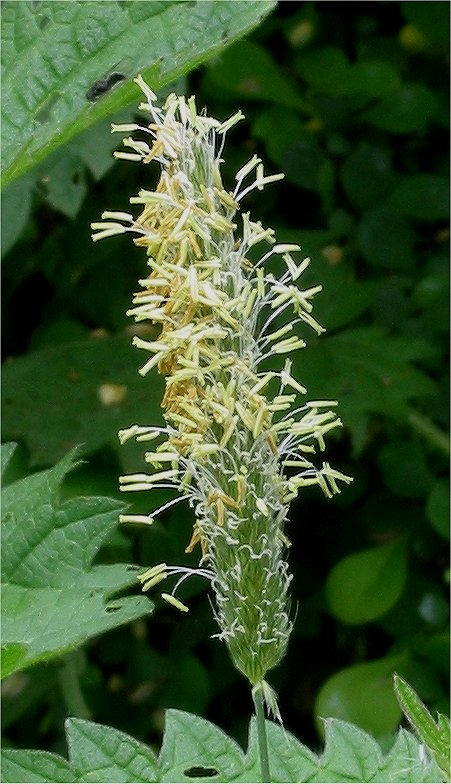
Inflorescència

L'alopecur de prat (Alopecurus pratensis), és una gramínia herbàcia vivaç de la familia poàcia, molt comuna. És originària d'Europa i Àsia i s'ha naturalitzat a altres llocs com Austràlia i Amèrica. Es troba en els llocs més humits, floreix de maig a juliol
També pot rebre els noms de cua de guilla i cua de rabosa.

El nom genèric Alopecurus significa «cua de guineu, rabosa o guilla». El nom específic pratensis significa «dels prats».

## Descripció
Herba erecta, de 40 à 80 cm d'alt feblement estolonífera. Les fulles fan 5 mm d'ample. Té una inflorescència en panícula en forma d'espiga de 10 a 12 cm de llarg de forma cilíndrica. El fruit és una cariopsi.

## Ús
Es cultiva com a planta farratgera en prats naturals o artificials.
El seu valor farratger és alt i la productivitat elevada però floreix aviat i en aquesta forma el bestiar la rebutja.